# E48

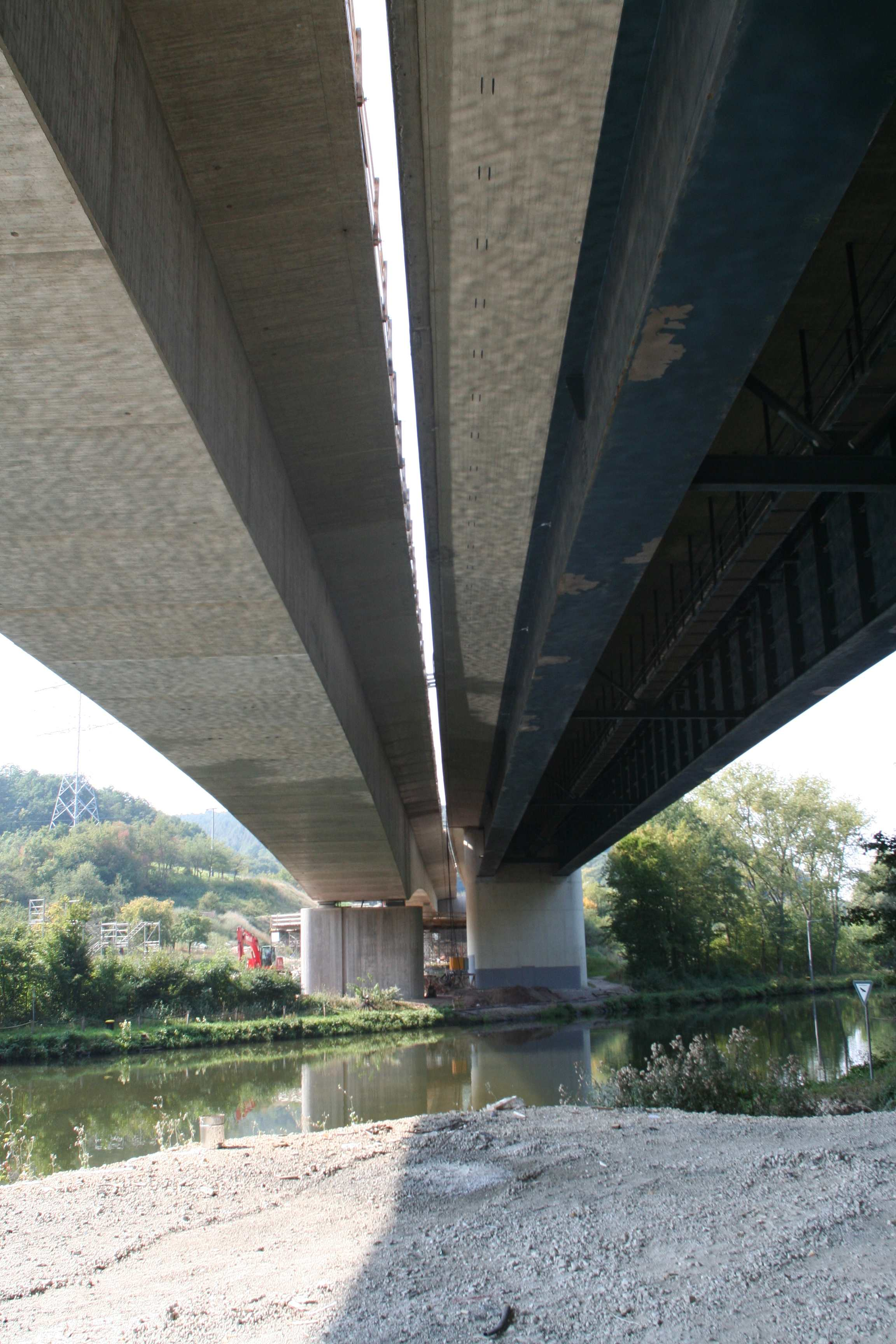
Bron över Main väster om Bamberg.

E48 eller Europaväg 48 är en 350 kilometer lång europaväg som börjar vid Schweinfurt i Tyskland och slutar i Prag i Tjeckien.

## Sträckning
Schweinfurt - Bayreuth - Marktredwtitz - (gräns Tyskland-Tjeckien) - Cheb - Karlovy Vary - Prag

## Standard
E48 är motorväg A70 mellan Schweinfurt och Bayreuth, 120 kilometer, och landsväg i övrigt.

## Anslutningar
| - E45 - E51 - E49 |  | - E442 - E50 |